# Lamborghini Portofino
Lamborghini Portofino bio je konceptualni automobil koji je za tvrtku Lamborghini razvio Kevin Verduyn, jedan od glavnih dizajnera tvrtke Chrysler. Predstavljen je 1987.g. na Frankfurtskoj autoizložbi, kao sportska limuzina s četvorim vratima i s četiri sjedala.
Godine 1986., Kevin Verduyn dizajnirao je za Chrysler konceputalni model automobila kojeg je nazvao Navajo. Taj koncept nikad nije razvijen dalje od glinenog modela. Međutima, kada je Chrysler preuzeo Automobili Lamborghini S.p.A.] 1987., dizajn je uskrsnut i s manjim preinakama pretvoren u Portofino.
Portofino je izradio Coggiola iz Torina, Italija, na produženoj šasiji Jalpe, čim je automobil dobio središnje postavljen motor s pogonom na zadnje kotače. Automobil je koristio i Jalpin 3.5 L V8 motor i pet stupanjski prijenos.
Najzanimljivija značajka Protofina bila su škare vrata engl. scissor doors), kao na modelu Countach, dok su se stražnja vrata otvarala klasično, samo prema straga (engl. suicide-style; rear-hinged-doors). Logo na automobilu bio je Lamborghinijev bik. 
Samo je jedan prototip Portofina proizveden, (broj šasije #LC0001). Godine 1991. teško je oštećen u nesreći, nakon čega ga je za tvrtku Chrysler obnovila tvrtka Metalcrafters iz grada Costa Mesa, Kalifornija za $300,000, i sada stoji izložen u središtu tvrtke DaimlerChrysler u Auburn Hills, Michigan.

## Vanjske poveznice
- Lamborghini Registry: Portofino